# 신유아
신유아는 대한민국의 아나운서이다. SBS 공채 개그맨 출신의 아나운서다.

## 정보
- 국적: 대한민국
- 학력: 성균관대학교 언론정보대학원 석사
- 서울예술대학교 방송연예과 학사
- 경력: SBS 공채 개그맨, SBS 생방송투데이 리포터, TBS TV 기상캐스터, 쇼핑호스트, 대한컬링연맹 아나운서
- 직업: 아나운서, 강사, 작가
- 언어: 한국어
- 소속: U스피치커뮤니케이션
- 저서: 스펙보다 스피치다. 유튜브스피치. 오늘부터 나는 말 잘하는 어린이
- TV방송
  - SBS 생방송투데이
  - SBS 모닝와이드
  - SBS 찾아라! 녹색황금
  - KBS 6시 내고향
  - KBS 네트워크
  - OBS 생방송OBS
  - 채널A김현욱의 굿모닝
  - NATV 국회방송 생방송여의도 저널
- 수상
  - 2005년 SBS 공채 개그맨
  - 2018년 대한민국문화교육 대상
  - 2020년 한국중찬문화교류협회 홍보대사
  - 2022년 대한컬링연맹 마케팅미디어위원회 자문위원
  - 2023년 대한컬링연맹 소통위원회 위원
  - 2023년 대한컬링연맹 아나운서
  - 2023년 한국북큐레이터협회 이사
  - 2024년 K-소비자브랜드 대상 교육위원장 표창
  - 2024년 K-ESG 경영혁신 대상
  - 2024년 한양문학 신인문학상
  - 2025년 삼대인 홍삼 홍보대사
- 생애
  - 서울예술대학교 방송연예과 재학 중 SBS공채 개그맨에 합격하였고 그 후 방송인으로 활동하고 있다.
  - 이후 성균관대학교 언론정보대학원에 입학하여 커뮤니케이션을 공부하였고 U스피치커뮤니케이션 대표이다.
  - 2005년 SBS공채 개그맨에 합격한 후 개그보다 교양프로그램에 등장한다.
  - SBS 생방송투데이, 모닝와이드 등에서 얼굴을 비친다.
  - 그 후 TBS TV 기상캐스터 시험에 지원해 기상캐스터 활동을 한다.
  - 2017년 저서<스펙보다스피치다>2020년<유튜브스피치> 2023년<오늘부터 나는 말 잘하는 어린이> 2024년 시집<낮잠 같은 인생>이 있다.
- 이력
  - U스피치커뮤니케이션 대표이며 YOUTUBE채널 신유아의유스피치 진행자이기도 하다.
  - SBS공채 개그맨과  쇼핑호스트에 합격하였고 기상캐스터로도 활동했다.
  - 신유아의 북살롱 진행자이다.
  - Cook&Chef 기자이기도 하다.
  - 한국북큐레이터협회 이사이다
  - 대한컬링연맹 소통위원회 위원이자 소속 아나운서로 활동중이다.